# ラブ・アクシデント
『ラブ・アクシデント』（原題：Passionada）は、2002年のアメリカ映画。

## ストーリー
チャールズは、かつて凄腕のカードギャンブラーとしてならし、今も世界中の多くのカジノで出入り禁止になっていた。元ギャンブラーの友人のダニー、ロイス夫妻を訪ねて東海岸の港町にやってきたが、そこのカジノで働く歌手セリアの歌を聴き、彼女に惚れ込んでしまう。セリアは漁師の夫ジョセフを海で失い、亡き夫を今も愛し続けながら、一人娘のヴィッキー、義母のアンジェリカと3人暮らしをしている。チャールズは何度も何度もセリアを誘うが、彼女は潔癖でなかなか相手にしてくれない。チャールズもしつこく彼女の家におしかけるが、セリアの娘のヴィッキーが出て来る。ヴィッキーとは、この街に来てすぐカジノで出会い、ギャンブルの手ほどきをした子であった。母想いのヴィッキーは、母にもう一度恋愛をして幸せになって欲しいと思っているが、チャールズに母との仲を取り持つかわりにカード・カウンティングを教えて欲しいと交換条件を出すのだった。ヴィッキーの協力もあって、じょじょにセリアの関心を惹く事に成功しはじめるチャールズ。またセリアも彼を本気で愛するようになっていく。しかしチャールズは、彼女の気を惹くために実業家であると嘘をついていた。友人のロイス、ダニーの協力のおかげでここまでこぎつけるが、ある日、友人のロイスと車に乗っているところをセリアに誤解され、セリアの誤解を説くために、元ギャンブラーでその日暮らしのモーテル住まいをしていることなどすべてを正直に話してしまう。すると、セリアの激しい怒りを買い、家から追い出されてしまう。完全に嫌われてしまったリチャードに、あきらめないように友人のロイスたちが励まし、ロイスも協力して、直接セリアに会いに行く。頑になっていたセリアも、ロイスや娘たちの説得によって、本当は彼を愛している事を知り、彼の住むモーテルへと向かう。モーテルで彼の行き先を聞いて、ようやく彼の待つハーバーハウスにたどり着いたが、そこでリチャードはセリアの好きな漁業に本気で従事していることを彼女に告げる。彼女は、漁師の夫を持ったばかりに私は不幸になったのよといいつつ彼を許し、リチャードも漁師は止めると言って、カジノで詐欺師を見つける従業員としてやり直すのだった。

## キャスト
| 役名               | 俳優                     |
| ------------------ | ------------------------ |
| チャールズ・ベック | ジェイソン・アイザックス |
| セリア・アモンテ   | ソフィア・ミロス         |
| ヴィッキー         | エミー・ロッサム         |
| ロイス             | テレサ・ラッセル         |
| ダニー             | シーモア・カッセル       |
| アンジェリカ       | ルーペ・オンティヴェロス |
| ジャンニ           | クリス・タルディオ       |

## DVD
2004年6月23日ソニー・ピクチャーズ・エンタテインメントよりリリース。2010年10月27日再発売